# 阮爱兴
阮爱兴（1972年—），广西东兴人，京族，中华人民共和国政治人物、第十二届全国人民代表大会广西地区代表。
毕业于广西农业职业技术学院农学专业。加入中国共产党。2013年，担任全国人大代表。